# Liga Narodów Dywizja C 2023 w Amp Futbolu
Liga Narodów Dywizja C 2023 – pierwsza edycja ampfutbolowej Ligi Narodów Dywizji C. Która odbyła się w belgijskim Blankeberge w dniach od 6 do 8 października 2023 roku. W turnieju wzięło udział 5 drużyny na podstawie wyników poprzednich mistrzostw Europy, które odbyły się w 2021 roku w Polsce. Drużyna która zajęła pierwsze miejsce w grupie awansowała do Dywizji B, natomiast ostatnia spadła do Dywizji D.

## Uczestnicy

### Klasyfikacja końcowa
| Miejsce | Reprezentacja | Punkty | Mecze | Zwycięstwa | Remisy | Porażki | Br+ | Br- | +/− |
| ------- | ------------- | ------ | ----- | ---------- | ------ | ------- | --- | --- | --- |
| 1.      | Gruzja        | 8      | 4     | 2          | 2      | 0       | 10  | 3   | +7  |
| 2.      | Ukraina       | 8      | 4     | 2          | 2      | 0       | 3   | 1   | +2  |
| 3.      | Izrael        | 6      | 4     | 1          | 3      | 0       | 9   | 6   | +3  |
| 4.      | Grecja        | 2      | 4     | 0          | 2      | 2       | 3   | 6   | -3  |
| 5.      | Belgia        | 1      | 4     | 0          | 1      | 3       | 1   | 10  | -9  |

## Mecze[2]
| 8 października 2023 13:00 | Belgia | 0:5 | Gruzja | Belgia, Blankenberge · |
|                           |        |     |        |                        |

| 8 października 2023 15:00 | Grecja | 1:2 | Ukraina | Belgia, Blankenberge · |
|                           |        |     |         |                        |

| 8 października 2023 17:00 | Izrael | 3:3 | Gruzja | Belgia, Blankenberge · |
|                           |        |     |        |                        |

| 9 października 2023 11:00 | Grecja | 2:2 | Izrael | Belgia, Blankenberge · |
|                           |        |     |        |                        |

| 9 października 2023 13:00 | Belgia | 0:1 | Ukraina | Belgia, Blankenberge · |
|                           |        |     |         |                        |

| 9 października 2023 15:00 | Grecja | 0:2 | Gruzja | Belgia, Blankenberge · |
|                           |        |     |        |                        |

| 9 października 2023 17:00 | Belgia | 1:4 | Izrael | Belgia, Blankenberge · |
|                           |        |     |        |                        |

| 10 października 2023 13:00 | Ukraina | 0:0 | Gruzja | Belgia, Blankenberge · |
|                            |         |     |        |                        |

| 10 października 2023 15:00 | Belgia | 0:0 | Grecja | Belgia, Blankenberge · |
|                            |        |     |        |                        |

| 10 października 2023 17:00 | Ukraina | 0:0 | Izrael | Belgia, Blankenberge · |
|                            |         |     |        |                        |